# 李豸 (嘉靖辛丑進士)
李豸（1509年—1579年），字直卿，號西谷，山西澤州陽城縣人，軍籍，明朝政治人物。

## 生平
嘉靖十六年（1537年）丁酉科山西鄉試第三十七名舉人。嘉靖二十年（1541年）中式辛丑科會試第一百二十一名，登第三甲第二十五名進士。任郃陽縣知縣，以治绩卓异行取，二十五年春以王亲例升官河间府同知，不久丁憂去職。歷官河南按察司驿传道佥事，嘉靖三十二年（1553年）九月剿平強賊師尚詔等，晉布政司參議，分守河北，又晉按察司副使、布政司参政，陞湖廣按察使，歴河南、山東布政使，食一品俸。致仕歸，卒年七十一。

## 家族
曾祖李子釗；祖父李譽；父李思忠，母延氏。重庆下。弟李孚爵。
有子李可久。